# 白吻拟犁头鳐
白吻擬犁頭鰩（學名：Pseudobatos leucorhynchus），又稱白吻琵琶鱝，為軟骨魚綱犁頭鰩目犁頭鰩科擬犁頭鰩屬的其中一種，被IUCN列為易危保育類動物，分布於中太平洋東部墨西哥馬薩特蘭至厄瓜多，包括加拉巴哥群島海域，深度2至8公尺，本魚身體呈棕色，有對稱的白色斑點，吻部呈半透明狀，呈蒼白色，體長可達118公分，棲息於沙泥底質的海域，為底棲性魚類，肉食性，卵胎生，生活習性不明，可做為食用魚。